# 고상선과 액상선
고상선은 다성분계의 일부가 액체 상태인 상과 모두 고체상태인 상의 경계선을 나타낸 곡선이며 액상선은 여러 물질이 섞인 계의 일부가 고체 상태인 상과 모두 액체 상태인 상의 경계선을 나타낸 곡선이다.

## 공융점
고상선과 액상선에는 교점이 존재하고, 이 교점을 공융점이라 한다. 공융점에서는 모든 성분에 대해 액체과 고체가 공존하게 된다.